# Thomas Schenderlein
Thomas Schenderlein (* 13. März 1963 in Gera) ist ein ehemaliger deutscher Radrennfahrer.

## Sportliche Laufbahn
1983 hatte Schenderlein seine erste Berufung in die Nationalmannschaft der DDR. Er startete bei der Polen-Rundfahrt, die er als 38. beendete. Zuvor war er Zweiter beim traditionsreichen Rennen Berlin–Angermünde–Berlin geworden, was ihm auch ein Jahr später nochmals gelang. 1985 siegte er zweimal bei der Rundfahrt Alpe–Adria in Jugoslawien (17. Platz im Gesamtklassement) und wurde in seiner ersten DDR-Rundfahrt als 36. klassiert. Ein Etappensieg bei der Thüringen-Rundfahrt war 1985 sein bestes Ergebnis, 1986 konnte er dagegen mehrere Etappen bei der Tunesien-Rundfahrt, im ungarischen Mecsek-Cup und der Oder-Rundfahrt gewinnen. Die Tunesien-Rundfahrt beendete er als Dritter des Gesamtklassements. 1987 verbuchte er zehn Siege, darunter Etappenerfolge in der Marokko-Rundfahrt (12. Platz), der Polen-Rundfahrt und beim Mescek-Cup. Das traditionsreiche Rennen Berlin–Cottbus–Berlin sah ihn 1988 als Sieger. Weiterhin gewann er Rund um die Landeskrone in Dresden und den Dynamo-Cup in Berlin, sowie weitere Rennen. 1994 wurde er Sieger des Rennens Rund um die Hainleite. Er startete für die SG Wismut Gera, später die SSV Gera.